# 纳蒂维达迪
纳蒂维达迪是巴西里约热内卢州的一个市镇。总面积387.026平方公里，总人口15406人，人口密度39.8人/平方公里。